# Бергойн, Джон Фокс
Сэр Джон Фокс Бергойн, 1-й баронет Бергойн (с 18 апреля 1856) (англ. Sir John Fox Burgoyne, 1st Baronet; 24 июля 1782 — 7 октября 1871, Кенсингтон, Лондон, Великобритания) — британский военачальник, фельдмаршал (1 января 1868).

## Биография
Внебрачный сын генерала Джона Бергойна, участника Войны за независимость США и оперной певицы Сьюзан Каулфилд.
В 1798 году поступил в Корпус королевских инженеров в чине второго лейтенанта. Участвовал в Наполеоновских войнах на Пиренейском полуострове под началом Артура Уэлсли Веллингтона. Участвовал в осаде Бургоса и Розетты. За отличия получил Army Gold Cross (with one clasp) (за Бадахос, Саламанку, Виторию, Сан Себастьян и Нив) и Military General Service Medal with three clasps (за Бусако, Сьюдад Родриго и Нивелль).
Во время Англо-американской войны 1812 года, уже в чине подполковника, сражался под началом генерала Пакенэма (Pakenham) и участвовал в сражении при Новом Орлеане (23 декабря 1814 — 26 января 1815).
В 1826 году сопровождал генерала сэра Генри Клинтона в Португалию.
В 1831 году получил чин полковника. В 1838 году стал генерал-майором, и в 1845 году назначен на должность Генерал-инспектора фортификаций (Inspector-General of Fortifications) — начальник Королевских инженеров (Royal Engineers)
Бергойн деятельно участвовал в гражданской администрации в Ирландии, занимая в 1831—1845 годах пост Председателя Совета строительных работ. Во время Голода в Ирландии в 1845—1849 годов, занимался проблемами поставок продовольствия голодающим.
В 1851 году произведен в генерал-лейтенанты. До начала Восточной войны 1853—1856 годов был послан в Константинополь для помощи турецкому командованию в возведении укреплений в Дарданеллах. Во время осады Севастополя, организовывал бомбардировки Малахова кургана. До своего возвращения в Англию в 1856 году, был возведен в баронеты. В 1865 году стал констеблем Тауэра в Лондоне.
В 1868 году вышел в отставку в чине фельдмаршала.
Награды
- Орден Бани:
  - Рыцари Большого креста (31 марта 1852)[1]
  - Рыцарь-командор (19 июля 1838)[2]
  - Компаньон (1814)[3]
- Армейская золотая медаль
- Рыцарь ордена Башни и Меча (Португалия)